# بانک تهران

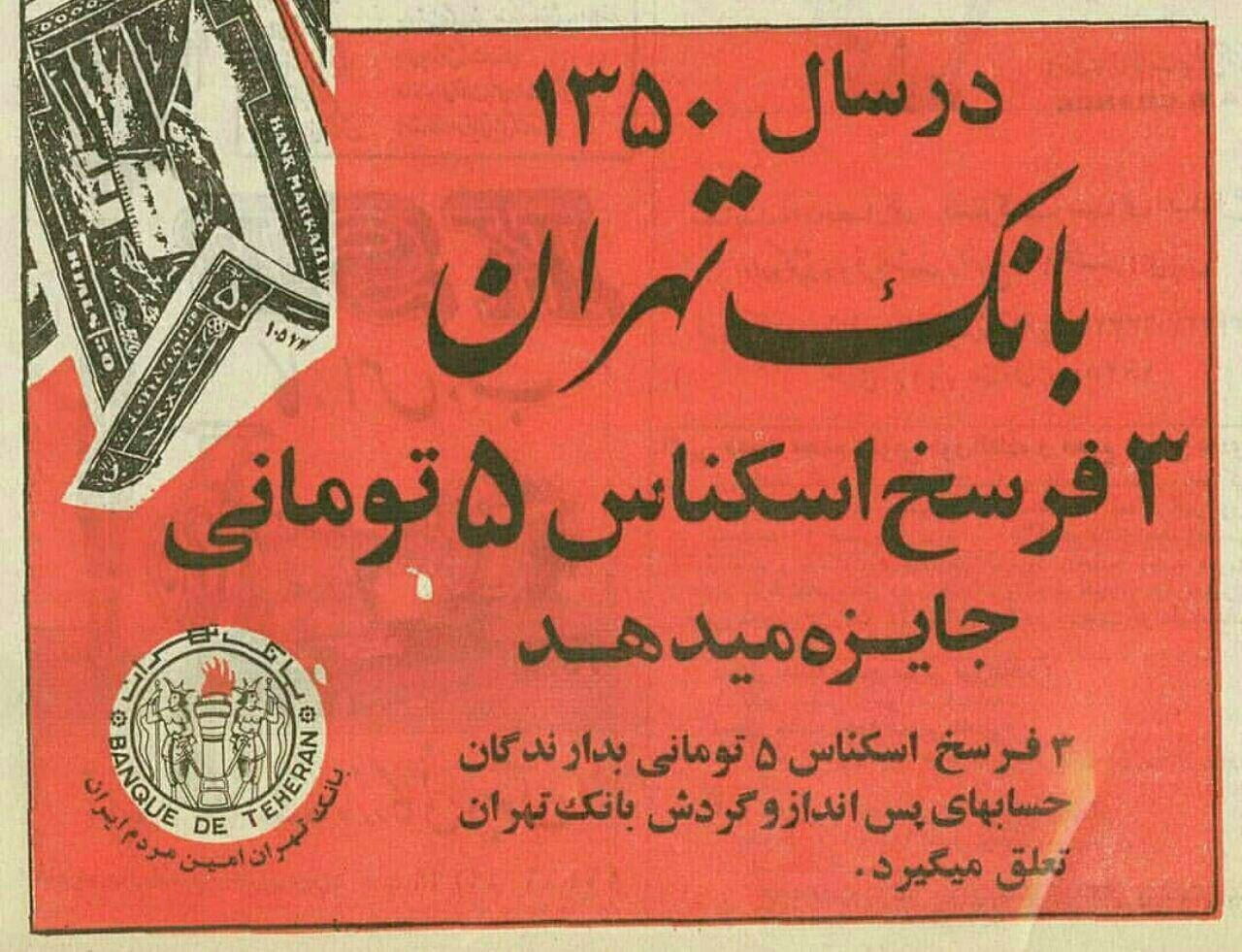
بانک تهران

بانک تهران یکی از بانک‌هایی بود که در سال ۱۳۳۲ آغاز بکار کرد و پس از انقلاب و دولتی شدن بانکها به دستور شورای انقلاب همراه با بانک‌هایی مانند بانک عمران، فرهنگیان، داریوش، تجارت خارجی، اعتبارات تعاونی و توزیع، بین‌الملل ایران، بانک ایران و عرب، بانک بیمه ایران، بانک پارس و .. در هم ادغام و بانک ملت را به وجود آورد.
بانک تهران فعالیت خود در تاریخ دوم خرداد ماه ۱۳۳۲ با شماره ثبت ۳۸۶۵ و در دولت دوم محمد مصدق آغاز کرد.
سرمایه بانک برابر با سرمایه بیست هزار سهم ده هزار ریالی بود که از این میزان ده میلیون ریال آن نقداً پرداخت شده و بقیه آن تعهد پرداخت شد. اولین اعضای هیئت مدیره بانک تهران عبارت بودند از: ابوالحسن لاله، مهدی لاله و محمود طاهری که مهدی لاله به سمت مدیرعامل بانک انتخاب شد. بانک تهران نخستین بانک ایرانی بود که کارت اعتباری را در ایران صادر کرد. مدتی نیز مصطفی فاتح ریاست هیئت مدیره این بانک را بر عهده داشت و نیز محمد اسماعیل پارسا ریاست کل خزانه بانک تهران را بر عهده داشت.
در سال ۱۳۵۸ و به دستور شورای انقلاب بانک‌های تهران، داریوش، بین‌المللی ایران، عمران، بیمهٔ ایران، ایران و عرب، پارس، اعتبارات تعاونی و توزیع، تجارت خارجی و فرهنگیان در هم ادغام شده و بانک ملت را تشکیل دادند؛ که این بانک با شماره ۳۸۰۷۷ در ادارهٔ ثبت شرکت‌ها به ثبت رسیده و فعالیت خود را آغاز کرد و یک سال بعد به عنوان یک بانک با سهامی عام
اعلام گردید.
در حال حاضر تنها شعبه باقی مانده از این بانک در نزدیکی بیمارستان فارابی واقع در میدان قزوین شهر تهران به‌صورت مخروبه و غیرفعال باقی مانده‌است.